# Onore
Onore är en ort och kommun i provinsen Bergamo i regionen Lombardiet i Italien. Kommunen hade 908 invånare (2018).